# Cilandak Lor
Cilandak Lor is een bestuurslaag in het regentschap Indramayu van de provincie West-Java, Indonesië. Cilandak Lor telt 5208 inwoners (volkstelling 2010).